# サウジアラビア総合情報庁
サウジアラビア総合情報庁（サウジアラビアそうごうじょうほうちょう、英語:General Intelligence Presidency, GIP、 アラビア語: رئاسة الاستخبارات العامة riʾāsat al-istiḫbārāt al-ʿāmmah）は、サウジアラビアの情報機関の名称である。略称の "GIP" で知られる。アメリカの中央情報局（CIA）に相当する機関である。

## 歴史
諜報活動の重要性が初代国王のアブドゥルアズィーズ・イブン・サウードによって認識され、サウジアラビア内務省所属の秘密警察マバーヒス（アラビア語: المباحث العامة al-mabāḥiṯ al-ʿāmmah、国家捜査局）の名前の下に1955年に創設された。第2代国王サウード・ビン・アブドゥルアズィーズの時代に、対外諜報活動に特化するためマバーヒスから分離され、ジッダとダーランに支局が設立された。当初はイスラーム世界でアラブ社会主義的政策を推進する勢力を対象とし、ガマール・アブドゥル＝ナーセルに敵対するムスリム同胞団を支援した。
第3代国王ファイサル・ビン・アブドゥルアズィーズ・アール・サウードの時代に海外諜報活動の体制が整備された。
第4代国王ハーリド・ビン・アブドゥルアズィーズ治世下の1979年に、第3代国王ファイサルの子のトゥルキー・アル＝ファイサル王子がGIP長官に就任。同年のアル＝ハラム・モスク占拠事件はGIPの活動に多大な質的変化をもたらし、ハーリド国王の方針で1982年にGIPは国内情報を担当する部署も併設した。また同年のイラン革命以降はシーア派のイランが重要な対象となる。
1978年にソ連のアフガニスタン侵攻が起こると、トゥルキー・アル＝ファイサル長官の指揮の下、アメリカのサイクロン作戦の下、軍統合情報局（ISI）と共にソ連に抵抗するムジャーヒディーンの後ろ盾となり、ウサーマ・ビン・ラーディンらのマクタブ・アル＝ヒダマトを支援した。GIPはターリバーン創設にも深く関与した。
第5代国王ファハド・ビン・アブドゥルアズィーズの治世下の1997年には対外情報の部署はサウード家直属となった。
2001年、1979年から20年以上に渡ってGIPを指揮してきたトゥルキー・アル＝ファイサル王子が長官から退き、ナウワーフ・ビン・アブドゥルアズィーズ・アール＝サウード王子が長官に就任。
2005年、第6代国王アブドゥッラー・ビン・アブドゥルアズィーズはナウワーフ王子に代えてムクリン・ビン・アブドゥルアズィーズ王子を新しい長官に指名した。
2012年、1983年から2005年までの20年以上に渡って駐米大使を務めていたブッシュ家やネオコンと関係が深いバンダル・ビン・スルターン王子が長官に就任したが、対シリア政策などを巡ってアメリカ合衆国大統領のバラク・オバマ政権との方向性の違いが表面化、2014年に解任されると、内務大臣を務めるムハンマド・ビン・ナーイフ王子が一時的にGIP長官を兼任するようになる。なお、バンダル王子（若しくは歴代の総合情報庁）こそが、アルカーイダやISILなどのイスラーム過激派の真の指導者で最大のスポンサーであると報道されることもあった。
2014年6月、ハーリド・ビン・バンダル王子が長官に就任したが、2015年1月、第6代国王アブドゥッラーの死去に伴って即位した第7代国王サルマーン・ビン・アブドゥルアズィーズの内閣改造によって解任され、後任にはハーリド・ビン・アリー・ビン・アブドゥッラー・アル＝フマイダーンが任命された。

## 活動内容
メッカ、マディーナというイスラム教の聖地を有するため、シャリーアに忠実な活動を標榜している。